# 스와핑: 친구의 아내 2
"스와핑 : 친구의 아내 2"는 한국에서 제작된 유해종 감독의 2018년 멜로/로맨스 영화이다. 이은미 등이 주연으로 출연하였다.

## 출연

### 주연
- 이은미
- 박주빈
- 상우